# Eulers ekvationer
Eulers ekvationer beskriver rörelsen hos ideala fluider, dvs inkompressibla fluider med konstant densitet. Ekvationerna formulerades av Leonhard Euler 1755.
Kraften som verkar på ett fluidelement beskrivs av
{\displaystyle p\mathbf {n} \delta \mathbf {S} }
där p(x,y,z,t) är en skalär funktion oberoende av normalen, n, och benämns tryck.
Om vi fixerar en kub med volymen, V, i fluiden och sidan S som har normalen riktad ut från kuben, så kommer flödet in i V via vissa delar av S och ut från andra. Hastighetskomponenten längs normalen är u {\displaystyle \cdot } n, vilket ger att volymen som lämnar kuben genom en liten del av ytan, {\displaystyle \delta } S under en tidsenhet blir u {\displaystyle \cdot } n{\displaystyle \delta } S. Nettovolymen av utflödet blir då
{\displaystyle \int _{S}\mathbf {u} \cdot \mathbf {n} d\mathbf {S} }
Detta är självklart noll för en inkompressibel fluid och med hjälp av divergenssatsen fås
{\displaystyle \int _{V}\nabla \cdot \mathbf {u} d\mathbf {V} =0}
Detta måste vara sant i hela fluiden. Anta nu att {\displaystyle \nabla \cdot \mathbf {u} } är större än noll i någon punkt i fluiden. Förutsatt kontinuitet ger det att {\displaystyle \nabla \cdot \mathbf {u} } är större än noll i en liten sfär runt punkten och om V skulle vara den sfären så strider det mot ovanstående ekvation. Samma sak fås om {\displaystyle \nabla \cdot \mathbf {u} } är mindre än noll och därmed kan vi dra slutsatsen att
{\displaystyle \nabla \cdot \mathbf {u} =0}
överallt i fluiden.
Följderna av uttrycket för kraften tydliggörs genom att betrakta en färgad blob av fluiden.
Nettokraften som utövas på blobben är
{\displaystyle -\int _{S}p\mathbf {n} d\mathbf {S} =-\int _{V}\nabla pd\mathbf {V} }
Minustecknen kommer av att n är riktad ut från S.
Förutsatt att {\displaystyle \nabla p} är kontinuerlig, kommer trycket att vara konstant över en liten blob med volymen {\displaystyle \delta }V. Nettokraften blir då {\displaystyle \nabla p\delta }V över blobben.
Nu kan vi lägga till gravitationens inverkan och får
{\displaystyle (-\nabla p+\rho \mathbf {g} )\delta V}
Denna kraft måste vara samma som produkten av blobbens massa (som är konserverad) och dess acceleration, vilket är
{\displaystyle \rho \delta V{\frac {{\mbox{D}}\mathbf {u} }{{\mbox{D}}t}}}
Därmed får vi
{\displaystyle {\frac {{\mbox{D}}\mathbf {u} }{{\mbox{D}}t}}=-{\frac {1}{\rho }}\nabla p+\mathbf {g} }
{\displaystyle \nabla \cdot \mathbf {u} =0}
som är de grundläggande rörelseekvationerna för en ideal fluid (Eulers ekvationer). Utskrivna blir de
{\displaystyle {\frac {\partial u}{\partial t}}+u{\frac {\partial u}{\partial x}}+v{\frac {\partial u}{\partial y}}+w{\frac {\partial u}{\partial z}}=-{\frac {1}{\rho }}{\frac {\partial p}{\partial x}},}
{\displaystyle {\frac {\partial v}{\partial t}}+u{\frac {\partial v}{\partial x}}+v{\frac {\partial v}{\partial y}}+w{\frac {\partial v}{\partial z}}=-{\frac {1}{\rho }}{\frac {\partial p}{\partial y}},}
{\displaystyle {\frac {\partial w}{\partial t}}+u{\frac {\partial w}{\partial x}}+v{\frac {\partial w}{\partial y}}+w{\frac {\partial w}{\partial z}}=-{\frac {1}{\rho }}{\frac {\partial p}{\partial z}}-g,}
{\displaystyle {\frac {\partial u}{\partial x}}+{\frac {\partial v}{\partial y}}+{\frac {\partial w}{\partial z}}=0}
Eftersom gravitationen är konservativ kan den skrivas som gradienten till en potential:
{\displaystyle \mathbf {g} =-\nabla \xi }
Nu kan Euler's ekvation skrivas om på formen
{\displaystyle {\frac {\partial \mathbf {u} }{\partial t}}+(\mathbf {u} \cdot \nabla )\mathbf {u} =-\nabla \left({\frac {p}{\rho }}+\xi \right)}
där {\displaystyle \rho } förutsätts konstant.
Vidare kan det vara användbart att utnyttja identiteten
{\displaystyle (\mathbf {u} \cdot \nabla )\mathbf {u} =(\nabla \times \mathbf {u} )\times \mathbf {u} +{\frac {1}{2}}\nabla (\mathbf {u} ^{2})}
för att få rörelseekvationen på formen
{\displaystyle {\frac {\partial \mathbf {u} }{\partial t}}+(\nabla \times \mathbf {u} )\times \mathbf {u} =-\nabla \left({\frac {p}{\rho }}+{\frac {1}{2}}\mathbf {u} ^{2}+\xi \right)}
Vilket leder till Bernoulli's strömlinjeteorem.